# اقتصاد ولايات ميكرونيسيا المتحدة
النشاط الاقتصادي في ولايات ميكرونيسيا المتحدة يتكون أساساً من زراعة الكفاف وصيد السمك.ولا يوجد بالجزركثير من مخزون المعادن كي تستغل، باستثناء الفوسفات عالي الجودة. ويوجد قدرة على صناعة السياحة، لكن بعد الجزر وعدم وجود مرافق كافية تعيق التنمية. وتعتبر المساعدات المالية من الولايات المتحدة هي المصدر الرئيسي للدخل، مع تعهد الولايات المتحدة لإنفاق 1.3 مليار دولار في الجزر في 1986-2001. العزلة الجغرافية والبنية التحتية غير المتطورة هي العوائق الرئيسية لنمو طويل الأجل.